# K Boom FC
Maillots
Dernière mise à jour : 19 décembre 2011.
Le Koninklijke Boom Football Club est un ancien club de football belge, basé dans la ville de Boom, en province d'Anvers. Le club, porteur du matricule 58, dispute 71 saisons en séries nationales. Relégué en provinciales, le club arrête ses activités en 1998. Certains joueurs et dirigeants rejoignent alors le SK Rupel, un autre club de la localité, mais il n'y a pas de fusion officielle validée par l'Union belge. Toutefois, le site officiel du Rupel Boom indique 1998 comme date de création, marquant une sorte de « renaissance » de l'ancien club.

## Histoire
Le club est fondé en 1908 sous le nom Rupel Football Club Boom, et s'affilie à l'URBSFA le 31 août 1908. Le 15 mars 1913, le club change son nom en Boom Football Club. Il atteint la Promotion, alors second niveau national, en 1921. Il y reste un an puis retourne dans les séries provinciales. Il revient à ce niveau en 1925, et un an plus tard, il reçoit le numéro matricule 58. Boom se maintient au deuxième niveau jusqu'en 1929, quand ils descendent d'un cran au troisième échelon national. Il joue deux saisons à ce niveau et, profitant de l'ajout d'une série aux deuxième et troisième niveaux, ils peuvent remonter en Division 1.
Le 1er mars 1938, le club reçoit le titre de Société Royale, la date de changement de dénomination, 1913, ayant été prise en compte comme date de création du club. Cette même année, le club remporte sa série de Division 1 et rejoint pour la première fois la Division d'Honneur. Il en est relégué en 1943, mais l'Union Belge ayant décidé d'annuler toutes les relégations intervenues pendant la guerre en 1945, Boom réintègre la plus haute division belge. Il est relégué en 1949, et joue dix saisons au deuxième niveau, avant de connaître une nouvelle descente en division 3 en 1959. Le club remonte en division 2 en 1963, et y passe trois saisons avant de redescendre. Il faut ensuite attendre 1971 pour voir Boom remporter sa série de D3 et revenir en deuxième division. En 1977, le club est champion, et remonte en première division pour la première fois depuis 28 ans.
Ce nouveau passage en D1 ne dure qu'un an. Le club termine bon dernier et retourne en division 2 un an après être monté. Il y reste 14 saisons, puis remporte le tour final en 1992, synonyme de retour en première division. Une fois encore, Boom termine dernier, battant même un record avec 95 buts encaissés en 34 matches de championnat. Suivent alors plusieurs saisons désastreuses. Le club se sauve en D2 l'année suivante grâce à l'élargissement de la série à 18 clubs, mais connaît ensuite trois relégations successives jusqu'en première provinciale. En 1998, en proie à de grosses difficultés financières, et victime de l'image négative de son ancien sponsor Superclub à la suite d'une affaire de fraude et de contrefaçon, le club cesse ses activités footballistiques. Certains joueurs et dirigeants se rapprochent alors du SK Rupel voisin, alors en troisième provinciale, mais sans engager de fusion entre les deux équipes. Finalement, le Boom FC démissionne de l'Union Belge et son matricule 58 est radié en 1999.

## Résultats dans les divisions nationales
Statistisques clôturées, club disparu

### Palmarès
- 2 fois champion de Belgique de Division 2 en 1938 et 1977
- 2 fois champion de Belgique de Division 3 en 1963 et 1971

### Bilan
| Niv | Divisions     | Jouées | Titres | TM Up | TM Down |
| --- | ------------- | ------ | ------ | ----- | ------- |
| I   | 1re nationale | 9      | 0      |       |         |
| II  | 2e nationale  | 48     | 2      | 5     |         |
| III | 3e nationale  | 13     | 2      |       |         |
| IV  | 4e nationale  | 1      | 0      |       |         |
| V   | 5e nationale  | 0      | 0      |       |         |
|     |               |        |        |       |         |
|     | TOTAUX        | 71     | 4      | 5     | 0       |

- TM Up : test-match pour départager des égalités, ou toutes formes de Barrages ou de Tour final pour une montée éventuelle.
- TM Down : test-match pour départager des égalités, ou toutes formes de Barrages ou de Tour final pour le maintien.

### Classement saison par saison
| Ordre             | Saison  | Nom du club                                             | Niveau                                                  | Classement final                                        | Remarques                                               |
| ----------------- | ------- | ------------------------------------------------------- | ------------------------------------------------------- | ------------------------------------------------------- | ------------------------------------------------------- |
| 1                 | 1921-22 | Boom FC                                                 | Promotion (D2)                                          | 13e/14                                                  | Relégué!                                                |
| séries régionales |         |                                                         |                                                         |                                                         |                                                         |
| 2                 | 1924-25 | Boom FC                                                 | Promotion (D2) série B                                  | 8e/14                                                   |                                                         |
| 3                 | 1925-26 | Boom FC                                                 | Promotion (D2) série B                                  | 2e/14                                                   | Barrages                                                |
| 4                 | 1926-27 | Boom FC                                                 | Division 1 (D2)                                         | 8e/14                                                   |                                                         |
| 5                 | 1927-28 | Boom FC                                                 | Division 1 (D2)                                         | 5e/14                                                   |                                                         |
| 6                 | 1928-29 | Boom FC                                                 | Division 1 (D2)                                         | 13e/14                                                  | Relégué!                                                |
| 7                 | 1929-30 | Boom FC                                                 | Promotion (D3) série B                                  | 3e/14                                                   |                                                         |
| 8                 | 1930-31 | Boom FC                                                 | Promotion (D3) série B                                  | 4e/14                                                   | Promu!                                                  |
| 9                 | 1931-32 | Boom FC                                                 | Division 1 (D2) série A                                 | 4e/14                                                   |                                                         |
| 10                | 1932-33 | Boom FC                                                 | Division 1 (D2) série B                                 | 8e/14                                                   |                                                         |
| 11                | 1933-34 | Boom FC                                                 | Division 1 (D2) série B                                 | 6e/14                                                   |                                                         |
| 12                | 1934-35 | Boom FC                                                 | Division 1 (D2) série A                                 | 5e/14                                                   |                                                         |
| 13                | 1935-36 | Boom FC                                                 | Division 1 (D2) série B                                 | 7e/14                                                   |                                                         |
| 14                | 1936-37 | Boom FC                                                 | Division 1 (D2) série B                                 | 3e/14                                                   |                                                         |
| 15                | 1937-38 | Boom FC                                                 | Division 1 (D2) série A                                 | 1er/14                                                  | Champion et promu!                                      |
| 16                | 1938-39 | K. Boom FC                                              | Division d'Honneur                                      | 7e/14                                                   |                                                         |
| XX                | 1939-40 | K. Boom FC                                              | Division d'Honneur                                      | 14e/14                                                  | Compétition arrêtée                                     |
| XX                | 1940-41 | K. Boom FC                                              | Division d'Honneur série A                              | 10e/10                                                  | Compétition non officielle                              |
| 17                | 1941-42 | K. Boom FC                                              | Division d'Honneur                                      | 14e/14                                                  | [ saisons 5 ]                                           |
| 18                | 1942-43 | K. Boom FC                                              | Division d'Honneur                                      | 16e/16                                                  | Relégué!                                                |
| 19                | 1943-44 | K. Boom FC                                              | Division 1 (D2) série A                                 | 8e/16                                                   |                                                         |
|                   | 1944-45 | Compétitions interrompues                               | Compétitions interrompues                               | Compétitions interrompues                               | Compétitions interrompues                               |
| 20                | 1945-46 | K. Boom FC                                              | Division d'Honneur                                      | 11e/19                                                  | [ saisons 6 ]                                           |
| 21                | 1946-47 | K. Boom FC                                              | Division d'Honneur                                      | 14e/19                                                  |                                                         |
| 22                | 1947-48 | K. Boom FC                                              | Division d'Honneur                                      | 8e/16                                                   |                                                         |
| 23                | 1948-49 | K. Boom FC                                              | Division d'Honneur                                      | 15e/16                                                  | Relégué!                                                |
| 24                | 1949-50 | K. Boom FC                                              | Division 1 (D2) série B                                 | 3e/16                                                   |                                                         |
| 25                | 1950-51 | K. Boom FC                                              | Division 1 (D2) série B                                 | 14e/16                                                  |                                                         |
| 26                | 1951-52 | K. Boom FC                                              | Division 1 (D2) série A                                 | 5e/16                                                   |                                                         |
| 27                | 1952-53 | K. Boom FC                                              | Division 2                                              | 12e/16                                                  |                                                         |
| 28                | 1953-54 | K. Boom FC                                              | Division 2                                              | 11e/16                                                  |                                                         |
| 29                | 1954-55 | K. Boom FC                                              | Division 2                                              | 9e/16                                                   |                                                         |
| 30                | 1955-56 | K. Boom FC                                              | Division 2                                              | 5e/16                                                   |                                                         |
| 31                | 1956-57 | K. Boom FC                                              | Division 2                                              | 12e/16                                                  |                                                         |
| 32                | 1957-58 | K. Boom FC                                              | Division 2                                              | 6e/16                                                   |                                                         |
| 33                | 1958-59 | K. Boom FC                                              | Division 2                                              | 16e/16                                                  | Relégué!                                                |
| 34                | 1959-60 | K. Boom FC                                              | Division 3 série A                                      | 11e/16                                                  |                                                         |
| 35                | 1960-61 | K. Boom FC                                              | Division 3 série A                                      | 12e/16                                                  |                                                         |
| 36                | 1961-62 | K. Boom FC                                              | Division 3 série A                                      | 4e/16                                                   |                                                         |
| 37                | 1962-63 | K. Boom FC                                              | Division 3 série B                                      | 1er/16                                                  | Champion et promu!                                      |
| 38                | 1963-64 | K. Boom FC                                              | Division 2                                              | 4e/16                                                   |                                                         |
| 39                | 1964-65 | K. Boom FC                                              | Division 2                                              | 16e/16                                                  | Relégué!                                                |
| 40                | 1965-66 | K. Boom FC                                              | Division 3 série A                                      | 2e/16                                                   |                                                         |
| 41                | 1966-67 | K. Boom FC                                              | Division 3 série B                                      | 2e/16                                                   |                                                         |
| 42                | 1967-68 | K. Boom FC                                              | Division 3 série A                                      | 2e/16                                                   | [ saisons 7 ]                                           |
| 43                | 1968-69 | K. Boom FC                                              | Division 3 série A                                      | 3e/16                                                   |                                                         |
| 44                | 1969-70 | K. Boom FC                                              | Division 3 série B                                      | 6e/16                                                   |                                                         |
| 45                | 1970-71 | K. Boom FC                                              | Division 3 série B                                      | 1er/16                                                  | Champion et promu!                                      |
| 46                | 1971-72 | K. Boom FC                                              | Division 2                                              | 12e/16                                                  |                                                         |
| 47                | 1972-73 | K. Boom FC                                              | Division 2                                              | 11e/16                                                  |                                                         |
| 48                | 1973-74 | K. Boom FC                                              | Division 2                                              | 8e/16                                                   |                                                         |
| 49                | 1974-75 | K. Boom FC                                              | Division 2                                              | 2e/16                                                   | Tour final!                                             |
| 50                | 1975-76 | K. Boom FC                                              | Division 2                                              | 13e/16                                                  |                                                         |
| 51                | 1976-77 | K. Boom FC                                              | Division 2                                              | 1er/16                                                  | Champion et promu!                                      |
| 52                | 1977-78 | K. Boom FC                                              | Division 1                                              | 18e/18                                                  | Relégué!                                                |
| 53                | 1978-79 | K. Boom FC                                              | Division 2                                              | 12e/16                                                  |                                                         |
| 54                | 1979-80 | K. Boom FC                                              | Division 2                                              | 8e/16                                                   |                                                         |
| 55                | 1980-81 | K. Boom FC                                              | Division 2                                              | 8e/16                                                   |                                                         |
| 56                | 1981-82 | K. Boom FC                                              | Division 2                                              | 14e/16                                                  |                                                         |
| 57                | 1982-83 | K. Boom FC                                              | Division 2                                              | 11e/16                                                  |                                                         |
| 58                | 1983-84 | K. Boom FC                                              | Division 2                                              | 13e/16                                                  |                                                         |
| 59                | 1984-85 | K. Boom FC                                              | Division 2                                              | 8e/16                                                   |                                                         |
| 60                | 1985-86 | K. Boom FC                                              | Division 2                                              | 10e/16                                                  |                                                         |
| 61                | 1986-87 | K. Boom FC                                              | Division 2                                              | 10e/16                                                  |                                                         |
| 62                | 1987-88 | K. Boom FC                                              | Division 2                                              | 13e/16                                                  |                                                         |
| 63                | 1988-89 | K. Boom FC                                              | Division 2                                              | 4e/16                                                   | Tour final!                                             |
| 64                | 1989-90 | K. Boom FC                                              | Division 2                                              | 2e/16                                                   | Tour final!                                             |
| 65                | 1990-91 | K. Boom FC                                              | Division 2                                              | 3e/16                                                   | Tour final!                                             |
| 66                | 1991-92 | K. Boom FC                                              | Division 2                                              | 4e/16                                                   | Promu!                                                  |
| 67                | 1992-93 | K. Boom FC                                              | Division 1                                              | 18e/18                                                  | Relégué!                                                |
| 68                | 1993-94 | K. Boom FC                                              | Division 2                                              | 15e/16                                                  | [ saisons 12 ]                                          |
| 69                | 1994-95 | K. Boom FC                                              | Division 2                                              | 17e/18                                                  | Relégué!                                                |
| 70                | 1995-96 | K. Boom FC                                              | Division 3 série B                                      | 16e/16                                                  | Relégué!                                                |
| 71                | 1996-97 | K. Boom FC                                              | Promotion série B                                       | 16e/16                                                  | Relégué!                                                |
| X                 | 1998    | Arrêt des activités du club, son matricule 58 disparaît | Arrêt des activités du club, son matricule 58 disparaît | Arrêt des activités du club, son matricule 58 disparaît | Arrêt des activités du club, son matricule 58 disparaît |

## Anciens joueurs connus
- Glen De Boeck, futur Diable Rouge, commence sa carrière au FC Boom
- .Robert Kok international Pays Bas 1977-1978
- Roger Lukaku, international zaïrois, commence sa carrière au FC Boom.
- Ross Aloisi, international australien, est prêté à Boom lors de la saison 1992-1993.
- Ronny Martens, meilleur buteur du championnat belge en 1985, termine sa carrière à Boom en 1989-1990.
- Daniel Veyt, douze fois international, commence sa carrière au FC Boom
- Didier Ernst, capitaine du Standard de Liège pendant trois ans, est prêté à Boom lors de la saison 1992-1993.
- Shalom Tikva, international israélien, joue à Boom lors de la saison 1992-1993.
- Steve Snow, international américain, joue à Boom lors de la saison 1992-1993, mais se blesse après sept matches.
- Stalin Rivas, international vénézuélien, joue à Boom lors de la saison 1992-1993.

À noter que les quatre derniers joueurs cités sont passés auparavant par le Standard de Liège, Ernst et Tikva y retournant par la suite.

## Image du club

### Anciens logos

Logo utilisé durant les années 1970
Logo utilisé durant les années 1990